# K2 Geospatial
K2 Geospatial, anciennement KHEOPS Technologies, est une entreprise canadienne fondée en 1995 à Québec. K2 fournit des aides visuelles aux décideurs d'entreprises de différentes tailles par le développement de solutions logicielles en géospatial. La société est établie dans la ville québécoise de Montréal, au Canada. L'entreprise s'est engagée à mettre l'information et les outils d'analyse spatiale à la portée de tous. 

## Historique
K2 Geospatial, anciennement nommé KHEOPS Technologies,,,,, est fondée en 1995 par Jacques Charron. Géomaticien de formation, M. Charron crée la compagnie par un désir de démocratiser l’accès à l’information spatiale et  le traitement technique des données. Ainsi, grâce à la sortie de la première version de la solution JMap en 1999, les utilisateurs de la plateforme peuvent visualiser et analyser adéquatement leurs données. Ainsi, ils peuvent prendre des décisions plus adaptées et plus justes puisqu’elles sont fondées sur des données géospatiales réelles et non sur des hypothèses.
Quelques années suivant la création de K2 Geospatial, la Ville de Montréal est devenue, en 1999, la première cliente de la plateforme JMap. Trois ans plus tard, la Ville de Southampton (Long Island, État de New York) adhéra à la solution cartographique, soit la première application internationale de la solution cartographique. Avec la communauté grandissante utilisant la plateforme, K2 Geospatial a tenu en 2003 la toute première Conférence des utilisateurs JMap. 
Depuis la première version de JMap, le développement de la solution d’intégration cartographique s’est d’abord fait par l’équipe de K2 Geospatial. En 2006, l’entreprise conclue un partenariat avec la compagnie PG Solutions. En 2013, étant donné la diversification des clients et partenaires de K2 Geospatial et par le fait même les utilisateurs de JMap, l’entreprise ouvre des bureaux aux États-Unis dans le but de répondre plus adéquatement aux besoins de ces derniers. Depuis 2017, Carl Data Solutions, Arche Innovation, Consortech et Info-Excavation, ont rejoint les rangs de partenaires avec K2 Geospatial.

## Produit et Services
K2 Geospatial propose :
- une gamme intégrée de produit et services en gestion de données;
- des logiciels qui visent à démocratiser l'accès à l'information spatiale et aux outils d'analyse de cette information.

La solution JMap, la technologie phare de K2, invite ses utilisateurs à accéder, analyser et communiquer l'ensemble de leurs données avec l'aide d'une seule plateforme. En d'autres termes, la plateforme d'intégration cartographique JMap élimine la problématique des connexions de données et systèmes gérés en silos. Ces regroupements d'informations sont alors connectés afin de faciliter la création d'écosystèmes informatiques entièrement intégrés. JMap retire les problématiques liées à l'interopérabilité en étant la seule plateforme d'intégration cartographique qui permet de se connecter à n'importe quel système ou source de données sans perturber ce qui est en place. La technologie JMap est largement répandue dans divers milieux, autant professionnels qu'académiques. Chaque jour, des milliers d'employés et citoyens provenant de différents environnements utilisent JMap pour accéder à leurs données spatiales et non spatiales afin d'améliorer leurs décisions opérationnelles et stratégiques.
La plateforme, en plus d'être disponible en trois langues (français, anglais et espagnol), est proposée selon trois versions qui s'adapte aux besoins de chaque des usagers (JMap Pro, JMap Mobile et JMap Web). Les différentes versions de JMap détiennent les trois mêmes fonctionnalités, soit connecter les différents systèmes, consolider différentes informations et publier les données afin d'améliorer la prise de décisions en temps réel.  Avec le développement d'applications mobiles, l'information diffusée sur les versions de JMap est disponible en temps réel ou différé sur tous types d'appareils. Enfin, durant le mois de février 2017, l'entreprise a dévoilé une nouvelle version de sa technologie, soit JMap 7. Plus performante, encore plus robuste et interopérable, la 7e version de JMap donne aux décideurs, analystes et utilisateurs des outils supplémentaires pour améliorer la prise de décision et agir en temps réel.
L'équipe de K2 Geospatial propose également des services complets pour accompagner les organisations dans la mise en œuvre de solutions performantes visant à simplifier et optimiser la prise de décision. L'entreprise offre des consultations et des développements sur mesure, des services administratifs gérés, ainsi que des formations à propos de divers aspects de la plateforme JMap. 

## Communauté d'utilisateurs JMap
K2 Geospatial propose des conférences s'adressant aux utilisateurs de JMap, aux partenaires de K2 ainsi qu'à l'ensemble des personnes manifestant un intérêt pour la plateforme d'intégration cartographique et son utilisation dans les organisations. Ces conférences représentent l'occasion pour les participants d'en apprendre davantage à propos des multiples utilités et possibilités que la technologie JMap peut offrir. Par ailleurs, des Conférences des Utilisateurs de JMap sont tenues depuis plus de dix ans. Avec une diversité de lieux riches en savoirs, innovants et captivants, comme la Maison du Développement Durable et la Biosphère de Montréal et l'École des mines à Paris, les Conférences constituent pour les intervenants une possibilité d'approfondir leurs connaissances à l'aide d'ateliers techniques et de réseauter avec la communauté des utilisateurs, administrateurs et développeurs de JMap.

## Domaines d'applications
La solution JMap est implantée à travers diverses industries mondiales, telles que :
- Les municipalités et administrations régionales[21],[22]
- Les utilités publiques[23],[24],[25]
- Les aéroports[26]
- Les ports[27]
- Les réseaux ferroviaires[28]
- Les ressources naturelles [29],[30]
- Les infrastructures urbaines[31]
- Les inondations[32]
- Les domaines de la santé[33]
- Les changements climatiques
  - En 2020, K2 Geospatial et le Centre de recherche en informatique de Montréal (CRIM) réalisent une démonstration de l’intégration JMap-DonneesClimatiques.ca afin d’illustrer comment l’augmentation de la capacité d’intervention en mode collaboratif en temps réel peut être utile lors d’événements causés par les changements climatiques tels que la montée rapide des eaux[34],[35],[36],[37].

## Développement international
Grâce à différents partenariats et nombreux liens d'affaires, l'entreprise, ayant des bureaux dans la ville de Boston, aux États-Unis, étend son expertise et ses services à travers plusieurs marchés internationaux. La plateforme d'intégration cartographique JMap est actuellement déployée en Amérique du Nord, en Amérique du Sud, en Afrique et en Europe et est utilisée par plus de 450 organisations, tel que : Ville de Montréal, Antamina Mineral, Aéroport de Toulouse-Blagnac, Aéroport de Nice-Côte d’Azur, Port de Montréal et plus, etc,.

## Membership
K2 Geospatial fait partie des membres de diverses associations :
- La Fondation Open Source Geospatial (OSGeo) :  L'OSGeo est une organisation sans but lucratif qui a pour mission de supporter et promouvoir le développement collaboratif des technologies et données géospatiales ouvertes[40].
- L'Open Geospatial Consortium (OGC) : L'OGC est un consortium international qui participe à l'élaboration des normes d'interface accessible au public afin de développer des solutions interopérables[41].
- L'Association québécoise des technologies (AQT) : L'AQT est un organisme à but non lucratif autofinancé qui vise la croissance de l'industrie des TIC, le développement d'outils et méthodes d'accompagnement et la croissance des entreprises[42].
- L’Association de Géomatique Municipale du Québec (AGMQ) : L’AGMQ a pour mission de promouvoir le développement de la géomatique dans ses applications municipales au Québec[43].
- L’Association canadienne des sciences de la géomatique (ACSG) L’ACSG est l’association canadienne à but non lucratif qui représente les intérêts de tous les groupes de la communauté de la géomatique et est le membre canadien de la Fédération internationale des géomètres (FIG), la Société internationale de la photogrammétrie et télédétection (SIPT) et l’Association cartographique internationale (ACI)[44].
- Le Laboratoire à ciel ouvert de la vie intelligente (LabVI) : Le LabVI offre aux chercheurs, aux entreprises et aux citoyens un environnement unique et des infrastructures qui permettent de tester, sur le terrain et dans des conditions réelles, des applications technologiques visant à améliorer et simplifier le quotidien des Québécois. Il est également reconnu par le Gouvernement du Québec comme Centre d’excellence en réseau évolué de prochaine génération et Internet des objets[45],[46].

Cela représente un bénéfice pour l'entreprise étant donné que plusieurs conséquences à ces alliances constituent des éléments positifs : opportunités de réseautage croissantes, développement professionnel accru, rayonnement industriel renforcé, partage d'expertise accéléré, etc.

## Partenaires
K2 Geospatial possède un profil de marché proposant des alliances stratégiques spécifiques à l'entreprise. Précisément, K2 détient deux types de partenaires. Il y a d'abord les partenaires revendeurs autorisés. Ceux-ci ont pour mission de promouvoir, de revendre et d'implanter les solutions développées par K2 Geospatial, seules ou interfacées avec leurs propres solutions. Ensuite, les partenaires technologiques, quant à eux, exposent leur savoir-faire et leur technologie en complément à ceux de K2 afin de proposer des solutions intégrées répondant aux besoins spécifiques des organisations qui le demandent. Parmi ces deux types de partenaires, il est possible d'identifier Info-Excavation, iPorta/Visiativ, PG Solutions, pour en nommer que quelques-uns.